# ユーリ・ルビンスキー記念賞
ユーリ・ルビンスキー記念賞は、国際ワールド ワイド ウェブ会議（国際WWW会議）で毎年授与されていた賞。

## 解説
ユーリ・ルビンスキーは、国際WWW会議委員会（iW3C2）の協力のもと、1995年12月にボストンで開催された第4回国際WWW会議において、ダグラス・エンゲルバートに SoftQuad Award for Excellence を贈呈した。
1996年1月、ルビンスキーの死後、ユーリ・ルビンスキー・インサイト財団がこの賞を引き継いだ。
財団によると、この賞は、「生涯にわたる努力によって、世界的な情報インフラの管理と育成に貢献した個人に贈られる」という。 受賞者には1万ドルの賞金が贈られた。
1998年に受賞したテッド・ネルソンは、自分の仕事が認められて初めてもらった賞であることを聴衆に告げた。
1999年に、以前の受賞者の審査員団によってリチャード・ストールマンが選ばれた後、2000年にiW3C2は協力を取りやめた。賞金の出所がマイクロソフト社とサン・マイクロシステムズ社であることが分かったからである。ストールマンは受賞スピーチをした後に初めて賞金の出所を知ったという。

## 受賞者
- 1995年 ダグラス・エンゲルバート[4]
- 1996年 ヴィントン・サーフ[2]
- 1997年 Gregg Vanderheiden[5]
- 1998年 テッド・ネルソン[1]
- 1999年 リチャード・ストールマン[2][3]